# Lasioptera carophila
Lasioptera carophila är en tvåvingeart som beskrevs av Friedrich Hermann Loew 1874. Lasioptera carophila ingår i släktet Lasioptera och familjen gallmyggor. Inga underarter finns listade i Catalogue of Life.